# Gianluca Zambrotta
Gianluca Zambrotta (Como, 1977. február 19. –) olasz válogatott labdarúgó, edző.

## Pályafutása

### Como
Zambrotta szülővárosa csapatában, a Como Calcio-ban kezdte pályafutását 17 évesen, 1994-ben. Első szezonjában a csapatnál a Serie C-ben csupán egy mérkőzést játszott. 1995-ben a Como a Serie B-be került, Zambrotta pedig egyre jobban helyet kapott a kezdőcsapatban. Az 1995–96-os és az 1996–97-es szezonban összesen 47 mérkőzést játszott és 6 gólt szerzett.

### Juventus
1999. július 1-én, 22 évesen lett a Juventus játékosa.
Hét szezon során alapember volt a klubban, ahol a világ legjobb szélső hátvédjei közt tartották számon.
A Juventus 2006-os másodosztályba való kizárása, valamint a vb-győzelem után távozni akart, a Milan, Chelsea, Real Madrid és FC Barcelona is érdeklődött iránta.

### Barcelona
2006-ban négy évre írt alá a Barcához. A katalánok 14 millió eurót fizettek a világbajnokért.

### AC Milan
2008-ban 9 millió euróért írt alá a Milanhoz. A 2010-11-es szezonig alapember volt, ekkor kiszorult a csapatból Utolsó szezonjában 7 meccsen játszott csak, így 2012-ben, 35 évesen visszavonult.

## Sikerei, díjai

### Juventus
- Serie A: 2002, 2003
- Supercoppa Italiana: 2003
- Intertotó-kupa: 1999

#### FC Barcelona
- Supercopa de España: 2006

#### Válogatott
- FIFA világbajnokság: 2006

#### Egyénileg
- 2004-es Európa-bajnokság All Star csapat
- UEFA Év csapata: 2006
- FIFPro World XI: 2006
- 2006-os világbajnokság All Star csapat

## Statisztika
| Szezon                                                                  | Bajnokság                                                               | Bajnokság                                                               | Kupa                                                                    | Kupa                                                                    | UEFA                                                                    | UEFA                                                                    |
| Szezon                                                                  | Mérk.                                                                   | Gól                                                                     | Mérk.                                                                   | Gól                                                                     | Mérk.                                                                   | Gól                                                                     |
| Como (1994–1997) (50 mérkőzés, 6 gól) 1994-95 Serie B, 1995-97 Serie C1 | Como (1994–1997) (50 mérkőzés, 6 gól) 1994-95 Serie B, 1995-97 Serie C1 | Como (1994–1997) (50 mérkőzés, 6 gól) 1994-95 Serie B, 1995-97 Serie C1 | Como (1994–1997) (50 mérkőzés, 6 gól) 1994-95 Serie B, 1995-97 Serie C1 | Como (1994–1997) (50 mérkőzés, 6 gól) 1994-95 Serie B, 1995-97 Serie C1 | Como (1994–1997) (50 mérkőzés, 6 gól) 1994-95 Serie B, 1995-97 Serie C1 | Como (1994–1997) (50 mérkőzés, 6 gól) 1994-95 Serie B, 1995-97 Serie C1 |
| ----------------------------------------------------------------------- | ----------------------------------------------------------------------- | ----------------------------------------------------------------------- | ----------------------------------------------------------------------- | ----------------------------------------------------------------------- | ----------------------------------------------------------------------- | ----------------------------------------------------------------------- |
| 1994-95                                                                 | 1                                                                       | 0                                                                       | 0                                                                       | 0                                                                       |                                                                         |                                                                         |
| 1996-96                                                                 | 14                                                                      | 2                                                                       | 1                                                                       | 0                                                                       |                                                                         |                                                                         |
| 1996-97                                                                 | 33                                                                      | 4                                                                       | 1                                                                       | 0                                                                       |                                                                         |                                                                         |
| Bari (1997–1999) (65 mérkőzés, 8 gól)                                   |                                                                         |                                                                         |                                                                         |                                                                         |                                                                         |                                                                         |
| 1997-98                                                                 | 27                                                                      | 2                                                                       | 2                                                                       | 2                                                                       |                                                                         |                                                                         |
| 1998-99                                                                 | 32                                                                      | 4                                                                       | 4                                                                       | 0                                                                       |                                                                         |                                                                         |
| Juventus (1999–2006) (296 mérkőzés, 10 gól)                             |                                                                         |                                                                         |                                                                         |                                                                         |                                                                         |                                                                         |
| 1999-00                                                                 | 32                                                                      | 1                                                                       | 2                                                                       | 0                                                                       | 12                                                                      | 2                                                                       |
| 2000-01                                                                 | 29                                                                      | 3                                                                       | 0                                                                       | 0                                                                       | 0                                                                       | 0                                                                       |
| 2001-02                                                                 | 32                                                                      | 1                                                                       | 6                                                                       | 1                                                                       | 9                                                                       | 0                                                                       |
| 2002-03                                                                 | 26                                                                      | 1                                                                       | 3                                                                       | 0                                                                       | 13                                                                      | 0                                                                       |
| 2003-04                                                                 | 30                                                                      | 1                                                                       | 7                                                                       | 0                                                                       | 5                                                                       | 0                                                                       |
| 2004-05                                                                 | 36                                                                      | 0                                                                       | 0                                                                       | 0                                                                       | 12                                                                      | 0                                                                       |
| 2005-06                                                                 | 32                                                                      | 0                                                                       | 2                                                                       | 0                                                                       | 8                                                                       | 0                                                                       |
| FC Barcelona (2006–2008) (58 mérkőzés, 3 gól)                           |                                                                         |                                                                         |                                                                         |                                                                         |                                                                         |                                                                         |
| 2006-07                                                                 | 29                                                                      | 3                                                                       | 5                                                                       | 0                                                                       | 6                                                                       | 0                                                                       |
| 2007-08                                                                 | 29                                                                      | 0                                                                       | 5                                                                       | 0                                                                       | 6                                                                       | 0                                                                       |
| AC Milan (2008–) (21 mérkőzés, 1 gól)                                   |                                                                         |                                                                         |                                                                         |                                                                         |                                                                         |                                                                         |
| 2008-09                                                                 | 29                                                                      | 1                                                                       | 1                                                                       | 0                                                                       | 4                                                                       | 0                                                                       |

## Külső hivatkozások
- FC Barcelona profilja
- Gianluca Zambrotta pályafutása, képgaléria és részletes statisztika
- Goal.com profilja Archiválva 2018. december 15-i dátummal a Wayback Machine-ben